# Partido del Progreso de Singapur
El Partido del Progreso de Singapur (en inglés: Progress Singapore Party) o PSP, es un partido político singapurense fundado el 28 de marzo de 2019 por Tan Cheng Bock excandidato de las elecciones presidenciales de 2011 y antiguo miembro del gobernante Partido de Acción Popular (PAP), y otros once miembros, gozando también del apoyo de Lee Hsien Yang hijo de Lee Kuan Yew y hermano del primer ministro Lee Hsien Loong. El PSP se considera una escisión del PAP y declara que el partido oficialista ha «perdido el rumbo» con respecto a los valores originales sobre los cuales fue fundado.
Bajo el liderazgo de Tan, el partido disputó las elecciones generales de 2020, siendo el partido opositor que más escaños disputó, con veinticuatro postulantes en nueve circunscripciones. Si bien fracasó en obtener escaños electos y se vio por detrás del Partido de los Trabajadores (WP), principal oposición, en voto popular, obtuvo el 48,31% de los votos en la circunscripción grupal de West Coast, permitiéndole acceder a dos escaños no circunscripcionales (NCMP) designados para los candidatos perdedores más votados, en el 14.º Parlamento de Singapur. Su resultado fue el segundo mejor entre los partidos opositores, con un 40,85% con respecto a escaños disputados.
El 14 de julio de 2020, el PSP confirmó que Hazel Poa y Leong Mung Wai serían los dos candidatos del partido que asumirían como NCMPs.